# 전송 매체
전송 매체는 근거리 통신망에서 노드간에 물리적 채널을 형성해주는 데이터 전송 경로를 말한다. 종류는 보통 전화에 사용하는 평행케이블, 동축케이블, 광케이블 그리고 자유공간을 전과에 의해 연결하여 주는 무선 방식이다.